# Önusträsket, Norrbotten
Önusträsket är en sjö i Piteå kommun i Norrbotten och ingår i Åbyälvens huvudavrinningsområde. Sjön har en area på 0,776 kvadratkilometer och ligger 291,9 meter över havet. Önusträsket ligger i Åbyälven Natura 2000-område.

## Delavrinningsområde
Önusträsket ingår i det delavrinningsområde (725716-172730) som SMHI kallar för Utloppet av Önusträsket. Medelhöjden är 308 meter över havet och ytan är 5,98 kvadratkilometer. Det finns ett avrinningsområde uppströms, och räknas det in blir den ackumulerade arean 10,56 kvadratkilometer. Vattendraget som avvattnar avrinningsområdet har biflödesordning 2, vilket innebär att vattnet flödar genom totalt 2 vattendrag innan det når havet efter 62 kilometer. Avrinningsområdet består mestadels av skog (65 procent) och sankmarker (22 procent). Avrinningsområdet har 0,77 kvadratkilometer vattenytor vilket ger det en sjöprocent på 13 procent.